# Jean-Baptiste Greuze
Jean-Baptiste Greuze (Tournus, 21 de agosto de 1725-París, 21 de marzo de 1805) fue un pintor francés de retratos, escenas de género y pintura histórica.

## Biografía
Greuze nació en Tournus, una ciudad comercial de Borgoña. Se dice que desarrolló su propio talento; desde muy joven, sus inclinaciones, aunque frustradas por su padre, fueron alentadas por un artista lionés llamado Charles Grandon, o Grondom, quien gozó durante su vida de una considerable reputación como retratista. Grandon no solo convenció al padre de Greuze para que accediera a los deseos de su hijo y le permitiera acompañarlo como alumno a Lyon, sino que, cuando posteriormente partió de Lyon hacia París, Grandon llevó consigo al joven Greuze.
En 1750, en París, entró como alumno de Charles-Joseph Natoire en la Real Academia de Pintura y Escultura. En 1755, su cuadro Padre de familia explicando la Biblia a sus hijos, también conocido como La lectura de la biblia obtuvo un gran éxito. Su popularidad se confirmó con otras obras más notables del mismo género, Greuze pronto demostró su valía sin discusión y se ganó la atención y el apoyo del conocido conocedor La Live de Jully, cuñado de Madame d'Epinay. En 1755, Greuze expuso su «Aveugle trompé», que, obsequiado por el escultor Jean-Baptiste Pigalle, recibió la aprobación inmediata de la Academia. A finales de ese mismo año, partió de Francia rumbo a Italia en compañía del abad Louis Gougenot. Gougenot tenía cierta familiaridad con las artes y era muy apreciado por los académicos, quienes, durante su viaje con Greuze, lo eligieron miembro honorario de su asociación por sus estudios de mitología y alegoría. Se dice que sus conocimientos en estos aspectos fueron ampliamente utilizados por ellos, pero para Greuze resultaron de dudosa utilidad, y su visita a Italia en compañía de Gougenot le reportó más pérdidas que beneficios. Probablemente la había emprendido para silenciar a quienes lo acusaban de desconocer los grandes modelos de estilo, pero los temas italianos que conformaron la totalidad de sus contribuciones al Salón de 1757 demostraron que había sido engañado, y rápidamente regresó a la fuente de su primera inspiración.

### Relaciones con la Academia
En los Salones de 1759, 1761 y 1763, Greuze expuso con un éxito cada vez mayor; en el de 1765 alcanzó la cúspide de su talento y reputación. Ese año, se le representó con al menos trece obras, entre las que cabe citar La Jeune Fille qui pleure son oiseau mort (La joven hija que se acuesta con el pájaro muerto), La Bonne Mère (La buena madre), Le Mauvais fils puni (Louvre) y La Malediction paternelle (Louvre). La Academia aprovechó la ocasión para presionar a Greuze por su cuadro de diploma, cuya ejecución se había retrasado mucho, y le prohibió exponer en sus paredes hasta que cumpliera con sus normas. "He leído la carta", dijo Diderot, "que es un modelo de honestidad y reverencia; he visto la respuesta de Greuze, que es un modelo de vanidad e impertinencia: debería haberla respaldado con una obra maestra, y eso es precisamente lo que no hizo".

Greuze deseaba ser recibido como pintor histórico y produjo una obra con la que pretendía reivindicar su derecho a menospreciar sus cualidades como artista de género. Este desafortunado lienzo (Sévère et Caracalla) se expuso en 1769 junto con el retrato de Jeaurat y su admirable Petite Fille au chien noir. Los académicos recibieron a su nuevo miembro con los debidos honores, pero al cierre de la ceremonia, el director se dirigió a Greuze con estas palabras: «Señor, la Academia lo ha aceptado, pero solo como pintor de género; la Academia respeta sus producciones anteriores, que son excelentes, pero ha hecho la vista gorda con esta, que es indigna, tanto de ella como de usted mismo». Greuze, profundamente indignado, se peleó con sus compañeros y dejó de exponer hasta que, en 1804, la Revolución abrió las puertas de la Academia al mundo entero.  En el Salón de 1804 expuso Ariadna.

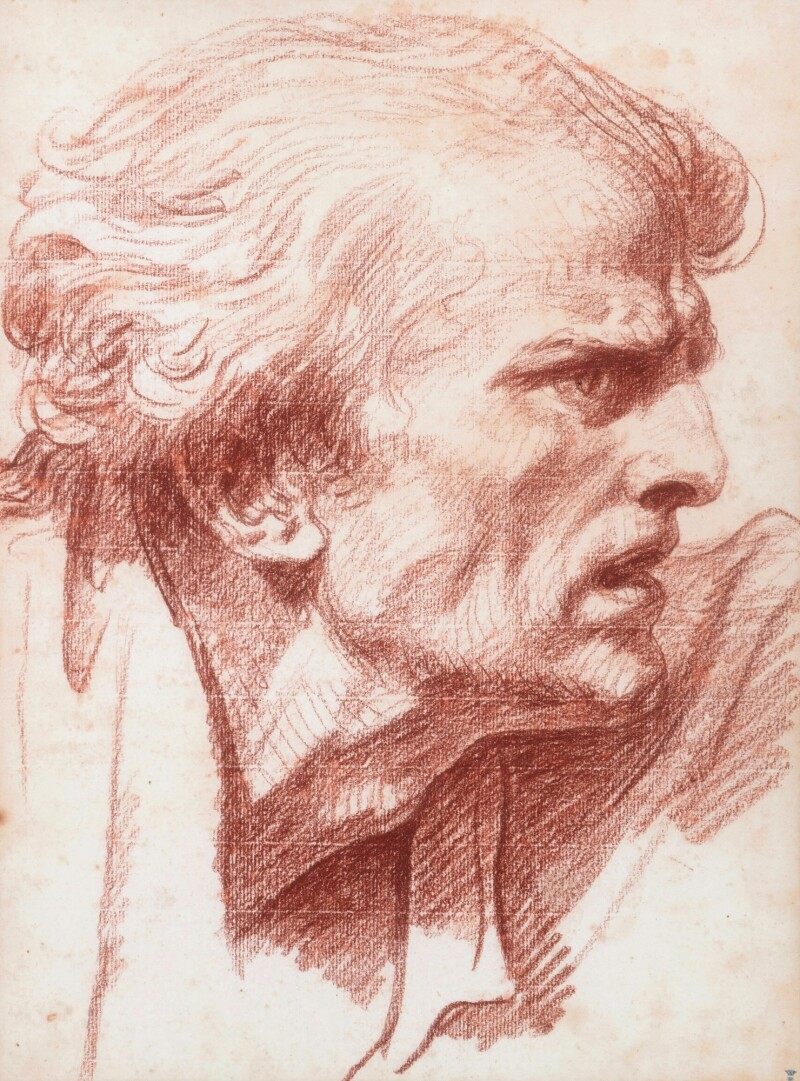
Estudio de la cabeza de un hombre, dibujo

Entre sus grandes éxitos puede mencionarse La boda pueblerina o Acordée de village presentada en el salón de 1761, donde una vez más muestra un interior pequeño burgués y dos mundos enfrentados. A la izquierda de la composición el mundo femenino de la intimidad y en la parte derecha el universo masculino de las leyes y los negocios.
Otra de sus obras de gran éxito es La muerte del paralítico de 1763, pintura que representa a un padre anciano en su lecho de muerte rodeado de su familia. Esta pintura se relaciona con la novela de Jean Jacques Rousseau, publicada ese mismo año, La nouvelle Héloïse.
Una vez alcanzado el éxito entre el público y sus pares con estas pinturas de género se embarcó en la búsqueda de un rango superior en la jerarquía pictórica, iniciándose en la pintura de historia, género de mayor rango dentro de la pintura oficial. Su primera obra en este orden es la llamada Séptimo-Severo reprochando a Caracalla el haber atentado contra su vida, que presentará en 1769. Contrariamente a lo que buscaba, esta pieza fue motivo de conflictos con la Academia, ya que no solo no fue aceptada a concurso, sino que le acarreó la enemistad y críticas demoledoras de Denis Diderot, hasta entonces su defensor. A pesar de este estrepitoso fracaso, años más tarde Jacques Louis David, el pintor de la revolución, tomaría la idea y la desarrollaría hasta alcanzar el máximo nivel. 
Greuze pintó numerosos retratos y recibió algunas críticas por sus pinturas libertinas. Pintó, asimismo, diferentes temas alegóricos: La Ofrenda de amor (1769), mitológicos: Danae; o religiosos: Santa María Egipciaca; pero no tuvieron repercusión alguna.
La Revolución francesa de 1789 puso de moda lo antiguo y las pinturas de Greuze cayeron en el olvido, obligándole a vivir de sus clases. El retrato de Napoleón Bonaparte, que le encargó en sus últimos años, no evitó que muriera en la miseria.
Greuze fue el padre de la pintora Anna-Geneviève Greuze, quien también fue su alumna.

## Muerte
Al año siguiente, el 4 de marzo de 1805, falleció en el Louvre sumido en la pobreza. Había acumulado una fortuna considerable, que dilapidó mediante la extravagancia y la mala administración (así como mediante la malversación de fondos por parte de su esposa), de modo que durante sus últimos años se vio obligado a solicitar encargos que sus debilitadas facultades ya no le permitían llevar a cabo con éxito. «En el funeral del anciano, largamente desatendido, una joven, cubierta con un velo profundo y abrumada por una emoción claramente visible a través del mismo, depositó sobre el ataúd, justo antes de que lo retiraran, un ramo de siemprevivas y se retiró a sus devociones. Alrededor del tallo había un papel con la inscripción: «Estas flores ofrecidas por la más agradecida de sus alumnas son emblemas de su gloria. Era mademoiselle Mayer , posteriormente amiga de Prudhon».
La brillante reputación que Greuze adquirió parece deberse, no a sus logros como pintor —pues su práctica es evidentemente la habitual en su época—, sino a la naturaleza de los temas que trató. Ese retorno a la naturaleza que inspiró los ataques de Rousseau contra una civilización artificial exigía expresión artística.

## Obras
Pese a su habilidad en las composiciones, los recursos excesivos en los gestos o en las figuras, hacen que sus cuadros moralistas sean, a menudo, monótonos, rozando casi el sentimentalismo.
- Le Père de famille expliquant la Bible à ses enfants (1755)

- L'Accordée de Village (1761)

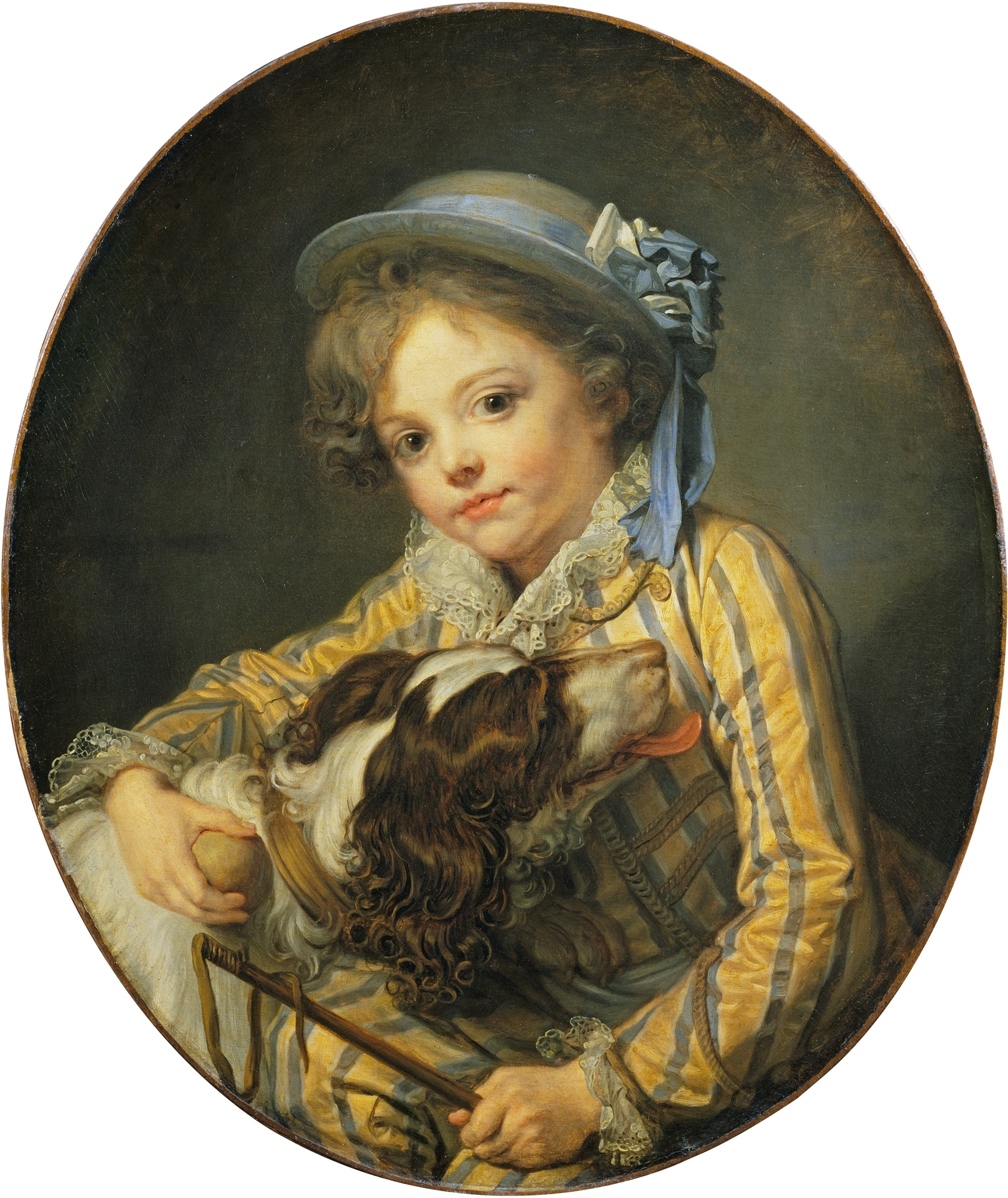
Niño con un perro

- La Piété filiale ou Le paralytique secouru par ses enfants (1763)
- La Malédiction paternelle
- Le Fils puni (1765)
- La Jeune femme au chapeau blanc (1780).
- Psyché couronnant l'amour (1790)

Algunas obras revelan su inconformismo, aunque muestran un exceso de desnudez:
La Mère bien aimée (1765), o por sus alusiones picantes: La Cruche casée, La Fille confuse, La Malheur imprévu, L’Oiseau mort, Les Œufs cassés, La Paix du ménage, La lavandera.
Sus representaciones infantiles y sus retratos son convencionales, pero no faltos de interés: Babuti, le Dauphin, Fabre d'Églantine, Fillette soulevant un coffre, Gensonné, Le Graveur Wille, La Liseuse, Le Libraire Babuti, Madame Greuze, Marquise de Chauvelin, Pigalle, Silvestre, Tête de garçon, Wille.
Mejor dibujante que pintor, Greuze destaca en las representaciones de las jóvenes en las cuales se mezclan la inocencia con el erotismo. 
Sus numerosos cuadros están conservados en el museo del Louvre (París), en la colección Wallace (Londres), en el museo Fabre (Montpellier) y en el museo de Tournus, su ciudad natal.